# Fontanna Marsa w Poznaniu

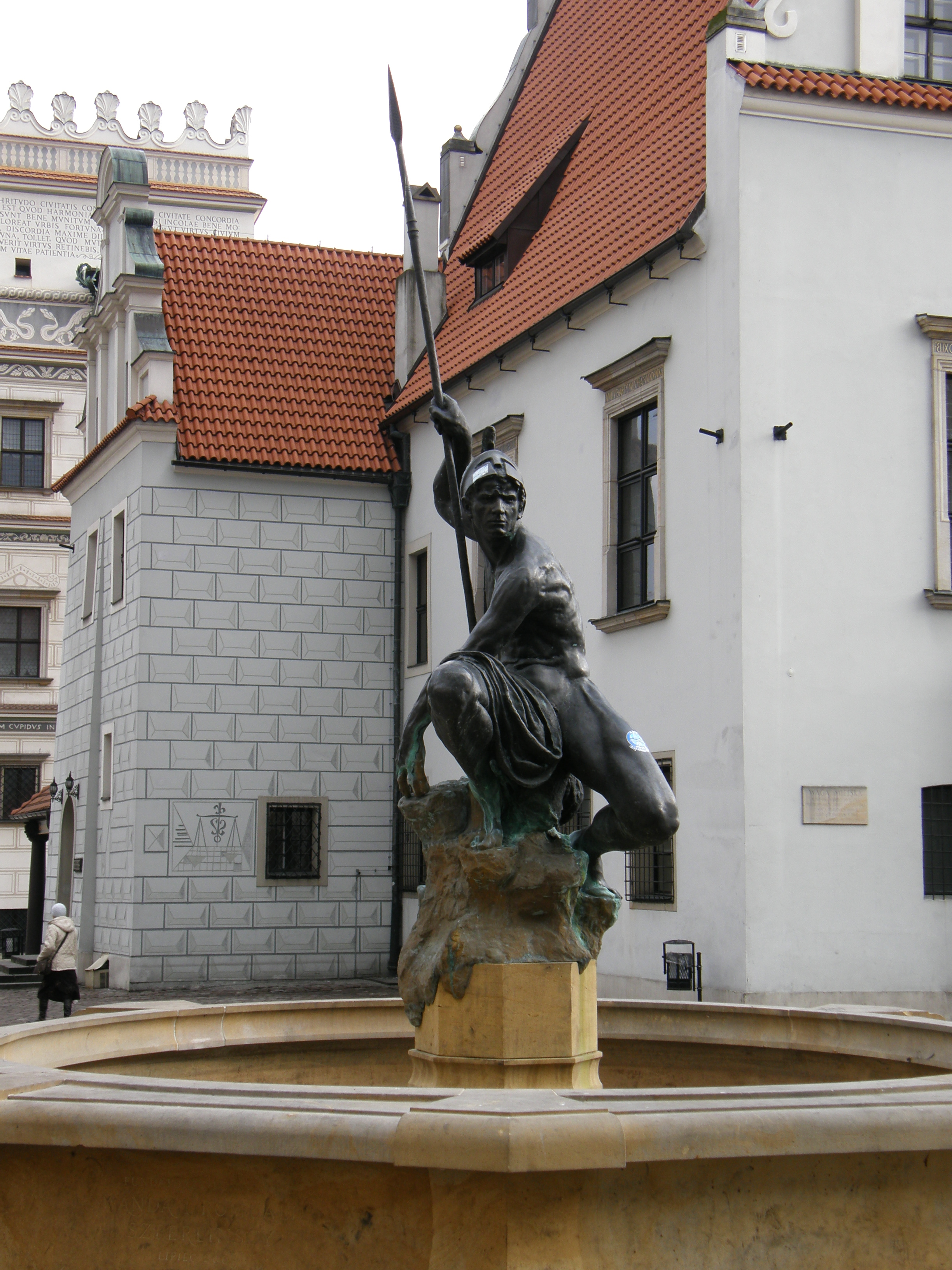
Fontanna Marsa

Fontanna Marsa – jedna z czterech fontann na Starym Rynku w Poznaniu, stoi na północno-zachodniej stronie Poznańskiego Rynku. Została odsłonięta w roku 2005. Autorem rzeźby jest Rafał Nowak. Już w XVII wieku stała w tym miejscu jedna z czterech fontann stojących na Rynku, gdzie do końca XIX wieku zaopatrywała mieszkańców Poznania w wodę.
Fundatorami fontanny Marsa są Wanda i Romuald Szperlińscy (lipiec 2005).